# Khedivenpalast

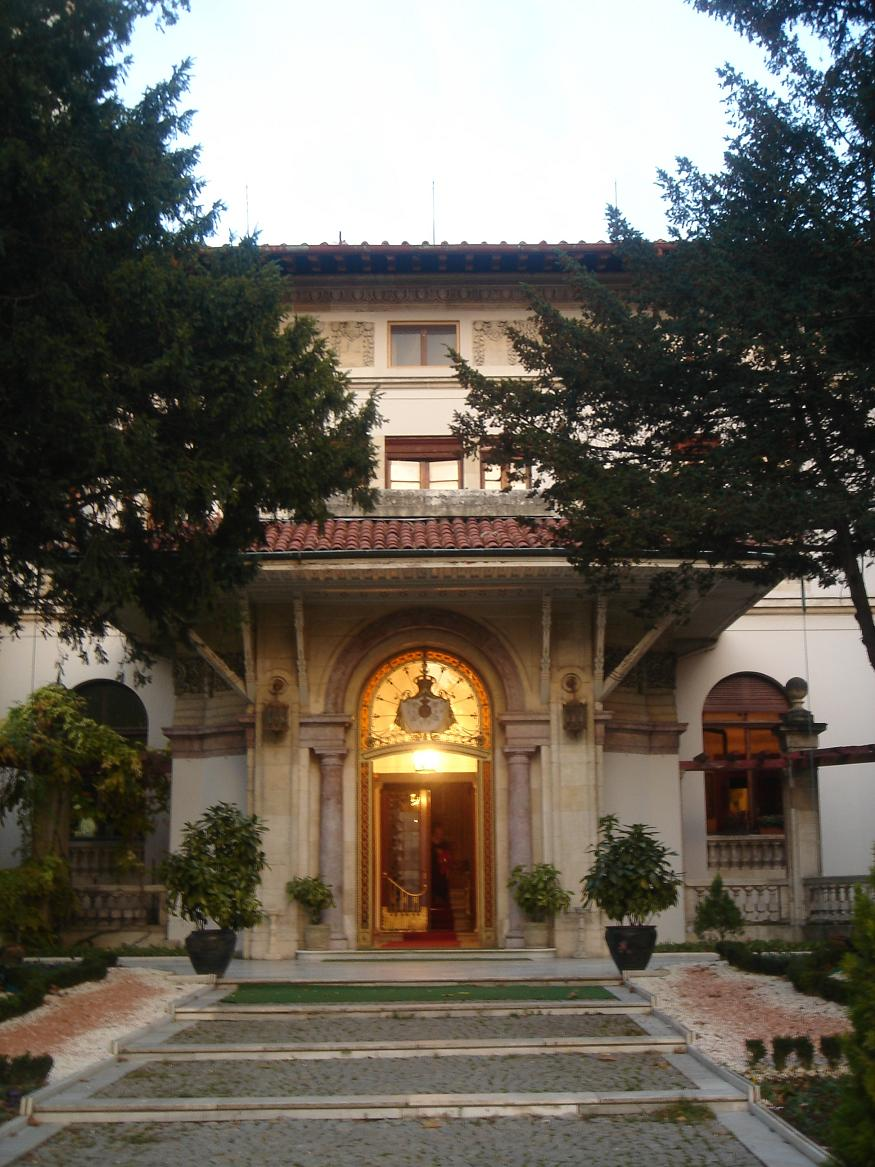
Haupteingang des Khedivenpalasts

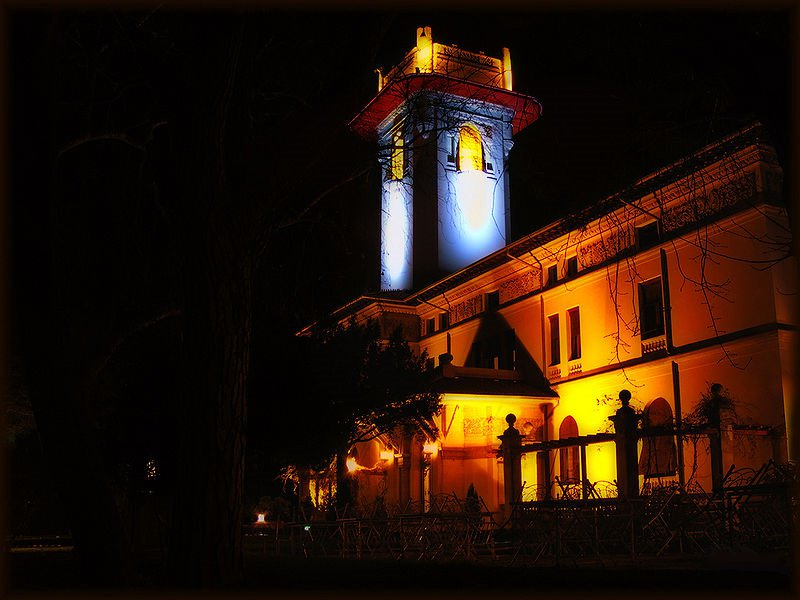
Der Khedivenpalast bei Nacht mit dem beleuchteten Turm

Der Khedivenpalast (türkisch Hidiv Kasrı oder Hıdiv Kasrı) oder Çubuklu-Palast (türkisch Çubuklu Sarayı) in Istanbul ist der ehemalige Palast des Khediven Abbas II. von Ägypten und Sudan. Der Palast wird manchmal auch als Khedivenpavillon bezeichnet oder als Khedivenhaus.

## Lage
Der Palast liegt nördlich der Fatih-Sultan-Mehmet-Brücke auf einer Anhöhe am Bosporus im Stadtviertel Çubuklu im Istanbuler Stadtbezirk Beykoz und ist von einem ca. 110 Hektar großen Wald umgeben.

## Geschichte
Abbas II. (Regentschaft 1892–1914) war der letzte Khedive Ägyptens. Anders als seine Vorgänger pflegte er gute Beziehungen zum osmanischen Sultan, dessen Herrschaft über das Khedivat seit dem Befreiungskampf von Muhammad Ali Pascha im Jahr 1805 eher formal war und Ägypten ein Unterstaat des Osmanischen Reiches, faktisch aber ein Protektorat des Vereinigten Königreiches. Abbas II. sah die Anbindung an das Osmanische Reich als Möglichkeit, das britische Protektorat zu unterminieren. Teil seiner Bemühungen zur Verbesserung der Beziehungen zur Hohen Pforte waren mehrere Besuche in Konstantinopel. Er beauftragte außerdem den italienischen Architekten Delfo Seminati mit dem Bau einer Sommerresidenz am Bosporus.
Der Palast wurde 1907 im Stil der Art Nouveau erbaut und ist hauptsächlich von den italienischen Villen der Renaissance beeinflusst, besitzt aber auch charakteristische Elemente der neoklassizistischen osmanischen Architektur. Die Geliebte und geheime zweite Ehefrau von Abbas II., die ungarische Gräfin May Török von Szendrő (auch Djavidan Hanum), beschrieb in ihrer Autobiografie Harem, dass die Ausschmückung des Palasts auf ihren Ideen beruhte. Außerdem habe sie auch die Palastgärten mit den Bäumen, dem Rosengarten und die Fußwege durch das Wäldchen anlegen lassen.
Eine identische Kopie des Palasts wurde am Ufer des Nils in Ägypten errichtet.
Auf Geheiß des Gründers und ersten Präsidenten der Türkei Mustafa Kemal Atatürk erwarb die Stadt Istanbul den Palast im Jahr 1937. Das Gebäude stand allerdings bis in die 1980er Jahre leer. Der türkische Automobilclub Türkiye Turing ve Otomobil Kurumu (TTOK) unterzeichnete 1979 einen Vertrag mit der Stadtverwaltung, um einige der alten osmanischen Residenzen und Gärten zu restaurieren und als touristische Ziele zu vermarkten. Innerhalb dieser Rahmenvereinbarungen ließ die Organisation unter ihrem Generaldirektor Çelik Gülersoy den verlassenen Palast in den folgenden beiden Jahren sanieren. Im Jahr 1984 wurde der Khedivenpalast der Öffentlichkeit übergeben.
Die Räumlichkeiten wurden zehn Jahre lang von der TTOK bewirtschaftet und im Jahr 1994 von der Stadtverwaltung Istanbul übernommen, die den Vertrag mit dem Automobilclub nicht verlängert hatte. Von 2014 bis 2016 wurde das Gebäude umfassend restauriert.
Das Hotel ist heute geschlossen, Restaurant und Café existieren noch. Außerdem kann das Gebäude besichtigt werden.

## Architektur
Das zweigeschossige Gebäude mit niedrigem und aufwendig verziertem Attikageschoss wurde über einem viertelkreisförmigen Grundriss errichtet. Eckrisalite gliedern die Fassaden. Im Atrium steht ein großer Brunnen. Die nördliche Fassade ist viertelkreisförmig gerundet mit einem schmalen Portikus im Erdgeschoss. Auf der Westseite sitzt ein Turm mit quadratischem Grundriss, gegenüber sitzt ein niedrigerer Turm. Nach Südosten dehnt sich eine weitläufige Gartenanlage mit einer Terrasse aus Marmorplatten aus. Der Rosengarten der Residenz ist der größte in Istanbul.
Die innenliegenden zentralen Säle fungierten als Restaurant, die Obergeschosse als Hotel und die Marmorhalle und der Garten beherbergten ein Café. Das Hotel konnte im Sommer Tagungen mit bis zu 1000 Personen aufnehmen und bot Möglichkeiten für Cocktailempfänge für bis zu 1500 Menschen. In den Wintermonaten waren Tagungen für bis zu 450 Personen möglich und Empfänge für bis zu 700 Gäste möglich.
Im Erdgeschoss des 1000 m² großen Palasts liegt eine zentrale Halle, die die umgeben Räume und Säle miteinander verbindet. Einer der größeren Säle im Erdgeschoss besitzt einen großen Kamin. Im Obergeschoss gibt es zwei Schlafzimmer. Die Dachterrasse erreicht man durch einen dampfgetriebenen Aufzug. Die Fenster sind mit Buntglas ausgeführt.
Das Innere des Gebäudes ist mit Dekor-Elementen des Neoklassizismus ausgeführt und mit neo-islamischen und neo-osmanischen Stilelementen bereichert. Die Kapitelle der Marmorsäulen, aber auch Wände und Decken sind ausgeschmückt mit floralen und vegetabilen Ornamenten und Wildtieren und nehmen damit Elemente europäischer Architektur jener Zeit auf. Das Außentor des Anwesens ist mit goldenen Blumenornamenten verziert.